# Khúc côn cầu trong nhà tại Đại hội Thể thao Đông Nam Á 2017 – Nam
Môn khúc côn cầu trong nhà nam tại Đại hội Thể thao Đông Nam Á 2017 được tổ chức từ ngày 21 đến ngày 26 tháng 8 ở Malaysia. Trong giải đấu này, 6 đội tuyển Đông Nam Á đã diễn ra trong cuộc thi đấu nam.
Tất cả các trận đấu đã được thi đấu tại Trung tâm hội nghị và triển lãm MATRADE ở Segambut.

## Lịch thi đấu
Sau đây là lịch thi đấu cho cuộc thi đấu khúc côn cầu trong nhà nam:
| G | Vòng bảng | PO | Playoff tranh hạng 5 | B | Playoff tranh hạng 3 | F | Chung kết |

| T2 21 | T3 22 | T4 23 | T5 24 | T6 25 | T7 26 | T7 26 | T7 26 |
| ----- | ----- | ----- | ----- | ----- | ----- | ----- | ----- |
| G     | G     | G     | G     |       | PO    | B     | F     |

## Các quốc gia tham dự
Sau đây là 6 đội tuyển được tham gia vào cuộc thi đấu nam.
- Indonesia (INA)
- Malaysia (MAS)
- Philippines (PHI)
- Singapore (SGP)
- Thái Lan (THA)
- Việt Nam (VIE)

## Bốc thăm
Không có bốc thăm chính thức kể từ chỉ có 6 đội tuyển tham gia cuộc thi này. Tất cả các đội tuyển được rút ra tự động cho một bảng.

## Kết quả
- Tất cả thời gian được tính giờ chuẩn Malaysia (UTC+8).

### Vòng bảng
| VT | Đội          | ST | T | H | B | BT | BB | HS  | Đ  | Kết quả chung cuộc                   |
| -- | ------------ | -- | - | - | - | -- | -- | --- | -- | ------------------------------------ |
| 1  | Malaysia (H) | 5  | 5 | 0 | 0 | 45 | 2  | +43 | 15 | Giành quyền tranh huy chương vàng    |
| 2  | Indonesia    | 5  | 4 | 0 | 1 | 33 | 9  | +24 | 12 | Giành quyền tranh huy chương vàng    |
| 3  | Thái Lan     | 5  | 3 | 0 | 2 | 33 | 10 | +23 | 9  | Giành quyền tranh huy chương đồng    |
| 4  | Singapore    | 5  | 2 | 0 | 3 | 10 | 9  | +1  | 6  | Giành quyền tranh huy chương đồng    |
| 5  | Việt Nam     | 5  | 1 | 0 | 4 | 5  | 40 | −35 | 3  | Giành quyền vào tranh hạng 5 playoff |
| 6  | Philippines  | 5  | 0 | 0 | 5 | 2  | 58 | −56 | 0  | Giành quyền vào tranh hạng 5 playoff |

| 21 tháng 8 năm 2017 10:30 |

| Malaysia | 16–0     | Philippines |
| --- | -------- | ----------- |
| Najib Hassan 4', 31', 38' · Shafiq Yaacob 4', 14', 28', 40' · Hanip Che Halim 12' · Muhamad Shafiq Syed 16' · Irwan Nazli 18', 24' · Norsyafiq Sumantri 19', 37' · Muhammad Amirol Aideed 22' · Najmi Farizal 33' · Ashran Hamsani 40' | Chi tiết |             |

| Trọng tài: Lee Barron (ENG) Sunny Wang (SGP) |

| 21 tháng 8 năm 2017 13:30 |

| Indonesia | 11–0     | Việt Nam |
| --- | -------- | -------- |
| Alvin Nourul 6' · Zaki Lukman 9', 17', 21', 33' · Iskandar Zulkarnaen Z.A. 12' · Candra Prawesti 15', 29', 39' · Daarul Quthni 18', 28' | Chi tiết |          |

| Trọng tài: Mohd Zainal (MAS) Narongtuch Subboonsung (THA) |

| 21 tháng 8 năm 2017 16:30 |

| Thái Lan                                        | 3–1      | Singapore      |
| ----------------------------------------------- | -------- | -------------- |
| Warun Boonpea 18', 36' · Satianpong Kosuwan 28' | Chi tiết | Samuel Nee 17' |

| Trọng tài: Raman Baskar (MAS) Hassan Abazari (IRI) |

| 21 tháng 8 năm 2017 19:30 |

| Malaysia | 15–0     | Việt Nam |
| --- | -------- | -------- |
| Norsyafiq Sumantri 5' · Najmi Farizal 7' · Ashran Hamsani 8' · Shafiq Yaacob 10', 18', 26', 36' · Najib Hassan 13', 18', 24', 31' · Muhamad Syafiq Syed 34' · Irwan Nazli 37', 40+' · Muhammad Amirol Aideed 39' | Chi tiết |          |

| Trọng tài: Salman (INA) Lee Barron (ENG) |

| 22 tháng 8 năm 2017 10:30 |

| Indonesia                             | 2–1      | Singapore           |
| ------------------------------------- | -------- | ------------------- |
| Candra Prawesti 8' · Astri Rahmad 40' | Chi tiết | Muhammad Kanadi 38' |

| Trọng tài: Hassan Abazari (IRI) Narongtuch Subboonsong (THA) |

| 22 tháng 8 năm 2017 13:30 |

| Philippines        | 1–17     | Thái Lan |
| ------------------ | -------- | --- |
| John-El Guinto 40' | Chi tiết | Thanop Kampanthong 2', 5', 12' · Warun Boonpea 4', 13', 14', 23', 35', 37' · Satianpong Kosuwan 9' · Thoranin Trongthaisong 20', 24', 32' · Thewakun Maiprasoet 27' · Ratthawit Khamkong 30' · Tanakoon Jongtavon 37' · Jutipong Indee 39' |

| Trọng tài: Sunny Wang (SGP) Mohd Zainal (MAS) |

| 22 tháng 8 năm 2017 16:30 |

| Singapore                                          | 2–0      | Việt Nam |
| -------------------------------------------------- | -------- | -------- |
| Muhammad Shafiq Abdul Rashid 20' · Rahim Abdul 25' | Chi tiết |          |

| Trọng tài: Lee Barron (ENG) Raman Baskar (MAS) |

| 22 tháng 8 năm 2017 19:30 |

| Thái Lan | 0–4      | Malaysia                                                                                    |
| -------- | -------- | ------------------------------------------------------------------------------------------- |
|          | Chi tiết | Muhammad Amirol Aideed 6' · Muhamad Syafiq Syed 35' · Najib Hassan 36' · Ashran Hamsani 38' |

| Trọng tài: Salman (INA) Hassan Abazari (IRI) |

| 23 tháng 8 năm 2017 10:30 |

| Philippines | 0–14     | Indonesia |
| ----------- | -------- | --- |
|             | Chi tiết | Zaki Lukman 2', 22' · Alvin Nourul 5' · Candra Prawesti 7', 8', 35' · Daarul Quthni 15' · Iskandar Zulkarnaen Z.A. 18' · Zein Hamdani 20' · Astri Rahmad 21', 23', 39' · Adit Juwantoro 33', 37' |

| Trọng tài: Sunny Wang (SGP) Raman Baskar (MAS) |

| 23 tháng 8 năm 2017 13:30 |

| Việt Nam | 0–11     | Thái Lan |
| -------- | -------- | --- |
|          | Chi tiết | Thanop Kampanthong 3', 24', 40' · Thaworn Sooknakin 8' · Tanakoon Jongtavon 9' · Warun Boonpea 18', 30', 32', 35', 39' · Satianpong Kosuwan 20+' |

| Trọng tài: Hassan Abazari (IRI) Salman (INA) |

| 23 tháng 8 năm 2017 16:30 |

| Singapore | 6–0      | Philippines |
| --- | -------- | ----------- |
| Ishwarpal Singh Grewal 9', 27' · Goh Kai Yang 23' · Muhammad Shafiq Abdul Rashid 32' · Muhammad Basir 33' · Rahim Abdul 40+' | Chi tiết |             |

| Trọng tài: Narongtuch Subboonsong (THA) Mohd Zainal (MAS) |

| 23 tháng 8 năm 2017 19:30 |

| Indonesia                         | 2–6      | Malaysia                                                                                        |
| --------------------------------- | -------- | ----------------------------------------------------------------------------------------------- |
| Zaki Lukman 8' · Astri Rahmad 36' | Chi tiết | Norsyafiq Sumantri 2', 40' · Shafiq Yaacob 6' · Najib Hassan 30', 40' · Muhamad Syafiq Syed 32' |

| Trọng tài: Narongtuch Subboonsong (THA) Lee Barron (ENG) |

| 24 tháng 8 năm 2017 12:00 |

| Việt Nam                                                                       | 5–1      | Philippines       |
| ------------------------------------------------------------------------------ | -------- | ----------------- |
| Nguyen Thein Nhat Nghia 6', 36' · Tran Ngoc Khoa 12', 23' · Huynh Dai Phuc 39' | Chi tiết | Marvin Lianza 38' |

| Trọng tài: Sunny Wang (SGP) Mohd Zainal (MAS) |

| 24 tháng 8 năm 2017 13:30 |

| Thái Lan                                      | 2–4      | Indonesia                                                    |
| --------------------------------------------- | -------- | ------------------------------------------------------------ |
| Satianpong Kosuwan 28' · Peerapat Thuktam 34' | Chi tiết | Alvin Nourul 20', 31' · Zaki Lukman 36' · Adit Juwantoro 37' |

| Trọng tài: Barron Lee (ENG) Hassan Abazari (IRI) |

| 24 tháng 8 năm 2017 19:30 |

| Malaysia                                      | 4–0      | Singapore |
| --------------------------------------------- | -------- | --------- |
| Shafiq Yaacob 8' · Najib Hassan 20', 24', 27' | Chi tiết |           |

| Trọng tài: Narongtuch Subboonsong (THA) Salman (INA) |

### Playoff tranh hạng 5
| 26 tháng 8 năm 2017 14:00 |

| Việt Nam | 7–0      | Philippines |
| -------- | -------- | ----------- |
|          | Chi tiết |             |

|  |

### Tranh huy chương đồng
| 26 tháng 8 năm 2017 16:00 |

| Thái Lan | 1–1      | Singapore |
| -------- | -------- | --------- |
|          | Chi tiết |           |

|  |

### Tranh huy chương vàng
| 26 tháng 8 năm 2017 18:00 |

| Malaysia | 5–1      | Indonesia |
| -------- | -------- | --------- |
|          | Chi tiết |           |

|  |